# Aéroclub de Włocławek
Aéroclub de Włocławek - la filiale régionale de l'Aéroclub de Pologne a été créée en 1959. Il est situé à l'aéroport de Włocławek-Kruszyn, près de Kruszyn, à proximité de Włocławek.

## Histoire
Les débuts de l'aviation dans Włocławek datent des années 1935-39, lorsque trois planeurs sur le plan d'Orlik ont été construits. Les élèves du gymnase de la région de Cujavie ont été motivés par les résultats de Stanisław Skarżyński, qui a également obtenu son diplôme dans cette école.
Après la Seconde Guerre mondiale, des militants et des pilotes ont commencé à organiser la construction d'un aéroport dans la région de la ville. En 1947, la Ligue aérienne a été organisée avec l'aide de l'Aéroclub de Poméranie, et cet aéroclub a envoyé deux avions Po-2 avec leurs pilotes à Włocławek. Les avions ont atterri à l'aérodrome « Kapitułka » de la rue Jasna.
Le conseil d'administration de l'aéroclub a été élu lors d'une réunion extraordinaire en 1957, après dix ans de développement de l'intérêt pour l'aviation dans la ville et la région. La même année, lors de la session des membres les plus actifs de la ville et de la région, le Comité social pour la construction du hangar et de l'aéroport a été élu. Ils devaient être établis sur 82 hectares donnés par le Présidium du Conseil national du Poviat à Krzywa Góra près de Włocławek. En 1959, le Conseil Général de l'Aéroclub de la République Populaire de Pologne a accepté de créer l'Aéroclub de  Włocławek. En raison du début de la construction de Zakłady Azotowe de Włocławek, un nouveau site a été sélectionné pour la construction d'un aéroport près de Kruszyn. La construction a commencé en 1961 et a été achevée en 1965. L'aéroport occupait 78 hectares de terrain sur lesquels ont été construits un bâtiment portuaire, un hangar, une station-service, des garages et des routes d'accès.   
Déjà en 1965, l'Aéroclub de Wloclawek a organisé le 3e Championnat polonais d'acrobatie aérienne. C'est ainsi que sont nées les traditions culturelles et aéronautiques associées à l'aéroclub et à Włocławek. À l'aéroport, divers types de festivités et de célébrations sont organisés, principalement en rapport avec les compétitions. En juin 1991, le pape Jean-Paul II a célébré une messe solennelle à l'aéroport. 
En raison des changements économiques qui ont eu lieu dans les années 1990, l'Aéroclub de Pologne a cessé de subventionner ses filiales régionales. Ainsi, les aéroclubs se sont retrouvés dans une situation difficile, dans laquelle ils ont dû chercher des fonds pour leurs activités et réparer eux-mêmes les équipements. C'est pourquoi la tradition des fêtes, des spectacles aériens et des spectacles de maquettes sont entretenus, qui sont propices à la diffusion de ces domaines de la connaissance et du sport,,,.   